# 衣櫥 (納尼亞)
衣櫥（英語：The Wardrobe），又稱魔衣櫥（英語：Magic Wardrobe），是作家C·S·路易斯《納尼亞傳奇》系列中的一個虛構櫥櫃，具有魔法力量，通過它可以穿越到納尼亞，共在《魔法師的外甥》和《獅子·女巫·魔衣櫥》兩本書裡出現。

## 小說情節
在《魔法師的外甥》，狄哥里·寇克為了彌補他不慎將邪惡的女巫賈迪絲帶到納尼亞的過失，便從西方帶回一種神奇蘋果至納尼亞栽種，使之長成蘋果樹。在最終狄哥里被獅王亞斯藍送回人類世界時，他還帶了一顆蘋果給重病的母親吃以，讓她痊癒，而被埋於土中的果核又長成了大樹。一次颱風過後蘋果樹被吹倒，狄哥里用蘋果樹的木材做成了一個衣櫥，放在他鄉下的屋子內。這個衣櫥具有讓人類通往納尼亞的魔力，但狄哥里並未查覺到。
在《獅子·女巫·魔衣櫥》，這個衣櫥門上鑲著鏡子，裡邊放滿了毛大衣。故事開頭佩文西家四兄妹暫時住進了狄哥里‧寇克家裡，他們在玩捉迷藏時，小妹露西首先發現了衣櫥並通過它進入納尼亞，她回來後發覺時間只過去了幾秒鐘而已，便馬上將衣櫥的神奇之處告知兄姊們，但其他人到達時卻看到這只是個普通衣櫥，背面是牆壁，便不相信露西所講的話；想揭穿露西「謊言」的老三愛德蒙其次透過衣櫥進入納尼亞；而後兄妹四人為躲避嚴厲的女管家麥瑞蒂太太也一起躲進衣櫥裡並來到納尼亞。四兄妹共在納尼亞待了十五年，當上國王和女王，一次偶然的機會讓他們重返納尼亞邊界的燈野，以同樣的方式越過一片緊密的樹林進入衣櫥內部，返回到寇克教授家裡，重新成為孩子。寇克教授覺得他們有朝一日可能會再回到納尼亞，但不建議他們再試著從衣櫥這條路線進入。

## 可能的創作靈感

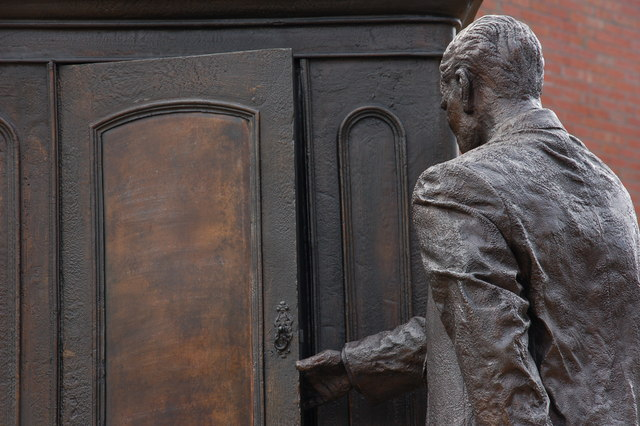
北愛爾蘭貝爾法斯特一尊C·S·路易斯打開魔衣櫥的雕像。

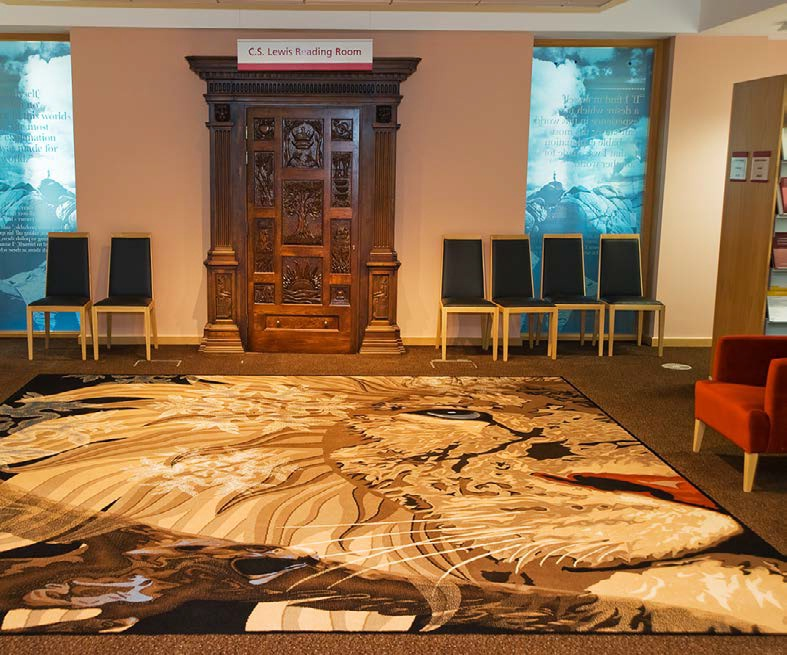
Glucksman图书馆C·S·路易斯閱覽室內的衣櫥，其外觀為仿製2005年電影裡的衣櫥。

在作者路易斯的老家「小草原」（Little Lea）裡有一座由他祖父理察·路易斯用黑橡木親手製作的家傳衣櫥，童年時期的路易斯和他的哥哥常在那裡玩耍，躲在衣櫥裡講故事；現時這座衣櫥藏於伊利諾州惠頓學院的韋德中心。後來，成年的路易斯在二戰期間於住所「窯屋」暫時收留了一些躲避戰火的兒童，其中一位小女孩好奇地問他一座衣櫥後會有什麼東西，而讓路易斯想起自己童年時讀過的E·內斯比特短篇小說《姨媽與阿瑪巴》（The Aunt and Amabel），其故事主題是一個女孩通過衣櫥進入魔法世界；這激起了他開始構思一個奇幻故事的念頭，但等十年之後，路易斯才開撰寫《納尼亞》系列的第一本小說。
在路易斯創作《納尼亞傳奇》系列小說期間，由於當時候衣櫥在英格蘭很普遍，他也同時擁有幾座衣櫥。
不過，路易斯的繼子道格拉斯·葛瑞罕卻認為那座家傳衣櫥並非《獅子·女巫·魔衣櫥》的靈感來源，因為它門上沒有鏡子，不符原著的描述。葛瑞罕還覺得事實上並沒有真正的「魔衣櫥」，「它只是文學上的一個代名詞，用來使兒童從一個天地進入另一個天地」。

## 改編
1988年BBC電視劇《獅子·女巫·魔衣櫥》裡，衣櫥是按照那座路易斯祖父的家傳衣櫥的外觀製作的。
在2005年迪士尼電影《納尼亞傳奇：獅子·女巫·魔衣櫥》中，這座衣櫥門上雕刻著《魔法師的外甥》裡的故事情節，包括魔法戒指、界中林、查恩、金鐘、飛馬羽生、第一次日出、樹上鳥、蘋果樹等等。該電影的製作設計師羅傑·福特認為衣櫥大概是片裡最重要的道具。
台灣兒童文學作家幸佳慧在《走進魔衣櫥》一書中認為，應以貝爾法斯特的那座魔衣櫥雕像最為貼近C·S·路易斯在原著裡的描述。

## 相關影響
《納尼亞傳奇》裡衣櫥的情節對後來的《哈利波特》小說產生了影響，J·K·羅琳曾說過，當初自己在寫到哈利·波特得知自己要穿過王十字車站的一面牆才能到達九又四分之三月台的此一段落時，心裡面想到的其實是納尼亞裡的魔法衣櫥。

## 其他作品中的相似內容
- 系列奇幻小說首部《黃金羅盤》中，一開始女主角萊拉·貝拉克因躲在衣櫥內，而從成年人的談話中得知不少重要秘密。這跟《獅子·女巫·魔衣櫥》開頭露西發現衣櫥的情節有些許相似之處[6]。
- 《哈利波特》系列中有一種運輸工具「[[[Wikipedia:格式手册/链接#章節|錨點失效]]]」，共有兩個，之間可互通。

## 外部連結
- 衣櫥 （页面存档备份，存于）在納尼亞傳奇維基上的條目（英文）